# مانويل والتر
مانويل والتر هو لاعب كرلنغ ألماني، ولد في 11 مارس 1986 في غيرنسباخ في ألمانيا.

## وصلات خارجية
- مانويل والتر على موقع الاتحاد الدولي للكرلنغ (الإنجليزية)